# 巽他海峡
巽他海峡（英文：Sunda Strait），舊稱噶喇叭，是印尼爪哇岛与苏门答腊之间的海峡，连接爪哇海与印度洋。

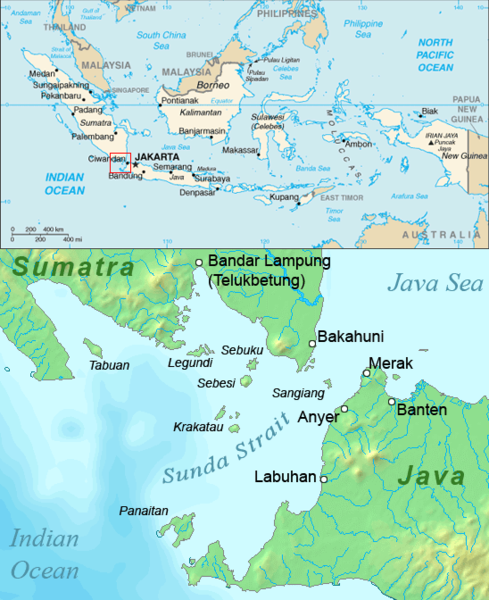
巽他海峡位置图。

巽他海峡呈东北／西南向，西部靠近爪哇海沟因此非常深，但海峡东部最窄处仅24公里宽，最浅处仅20米深，因而沙洲、强潮汐和人造的障碍物如爪哇岛近岸油井，都使船只导航困难。虽然如此，巽他海峡在数个世纪以来都是重要的航道，尤其在荷兰东印度公司把它用作通往印尼香料群島的通道。浅而窄的海峡，加上不够精确的海图，使现代大型船舶难以通行，而相邻的马六甲海峡最窄处2.8公里、航道最浅处25米，并不比巽他海峡更好。所以，超级油轮与运输巴西、西澳铁矿砂的超级散货轮的航路一般选择龙目海峡（最浅250米）与望加锡海峡（航道最浅超过900米）。